# بوک گروو (آیووا)
بوک گروو (به انگلیسی: Buck Grove) شهری در ایالت آیووا کشور ایالات متحده آمریکا است که جمعیت آن در سرشماری سال ۲۰۱۰ میلادی، ۴۳ نفر بوده‌است.